# Mamestra salsolae
Mamestra salsolae är en fjärilsart som beskrevs av Jules Pièrre Rambur 1829. Mamestra salsolae ingår i släktet Mamestra och familjen nattflyn. Inga underarter finns listade i Catalogue of Life.